# Римини
Римини (итал. Rimini) је град у Италији. Шести је по величини град у покрајини Емилија-Ромања у северном делу државе и главни је град истоименог Округа Римини. Римини је летовалиште на обали Јадранског мора, познато по дугим и лепим плажама.

## Порекло назива
Погрешно је тумачење, да име града у преводу значи "мали Рим“.

## Географија
Римини се налази на прелазу из средишње ка северној Италији. Од престонице Рима град је удаљен 400 км северно, а од Болоње 120 км југоисточно. Минијатурна држава Сан Марино налази се свега 10 км југозападно и њени становници су упућени на Римини (трговина, промет, саобраћајне потребе).

### Рељеф
Римини се развио у крајње југоисточном ободу Падске низије, на месту где се равница сустиче са Јадранским морем и крајње североисточним обронцима Апенина. Град је у равничарском подручју, али се крајње североисточне планине Апенина налазе релативно близу града - 10 км јужно. Град као приморски се налази на висини од 5 m.

### Клима
Клима у Риминију је измењено средоземна клима са приметним утицајем са умерено континенталне климе са копна. Стога је у лето веома топло, а зими је снег чешћа појава и хладније је у односу на већи део Италије јужно.

### Воде
Римини је једини важнији град у покрајини смештен на мору. Такође то је и један од највећих градова на западној обали Јадрана. Поред мора кроз град протичу и две мање реке, које се ту улива у море - Маречија и Ауза.

## Историја
Пре римске колоније у подручју Риминија су живели Етрурци, Умбри, Грци и Гали. Гали су насељавали те крајеве од 6. века п. н. е., али су их на крају Римљани победили 283. п. н. е. када је подручје поново враћено Умбрима. Римљани су 268. п. н. е. ту основали колонију Ариминум (Ariminum). Био је то бастион против најезде Гала, а такође је служио као одскочна даска за освајање Падске низије. Римини је био и друмска раскрсница, која је повезивала средишњу Италију преко Фламинијевог пута (Via Flaminia) и северну Италију преко Вија Емилије. Град је учествовао у грађанским ратовима најпре на страни Гаја Марија, а затим Цезара. Након што је овде прешао реку Рубикон Цезар се легијама обратио на форуму Риминија. Римини је привлачио пажњу више римских царева, као што су били Октавијан Август и Хадријан. Тада су саграђени Августов славолук, Тиберијев мост и амфитеатар. Западноримска царица Гала Плацидија је изградила цркву светог Стефана. У Риминију је одржан један од раних хришћанских сабора 359. године под покровитељством цара Констанција II.
Када су Остроготи упали у Италију, варварски краљ Одоакар је 493. године био присиљен да се преда готском краљу Теодориху који га је опсео у Равени. За време Готскога рата Римини је више пута прелазио из руке у руку. У близини града Јустинијанов војсковођа Нарзес победио 553. г. Алемане. Град је потом био под управом Византије, као део Равенскога егзархата. Лангобардски краљ Лиутпранд га је заузео 728. године, али су 735. Византинци поново заузели град. Франачки краљ Пипин Мали је Римини предао папи, али током каснијих ратова папа и италијанских градова Римини је ратовао на страни италијанских градова. У средњем веку ту су изграђене бројне цркве и развијала се уметност, тако да је била посебно позната у 14. веку Риминијска школа. Породица Малатеста је са малим прекидима владала од 1239, када је први Малатеста постао подеста (феудални господар) града па до 1528. године. Почетком 16. века Римини је био мање значајни град Папске државе.
До 18. века град је био на удару пљачкашких војски, земљотреса, глади, поплава и пиратских напада. Због ослабљене градске привреде рибарство је постало главни извор прихода. Римини је након проласка француске војске 1797. године постао део Цисалпинске Републике. Наполеонска власт је гушила монашке редове и конфисковала манастирску имовину. Након Наполеоновог пораза стари поредак је обновљен у Италији, а 1860. Римини је постао део Краљевине Италије.
Град се веома развио након Другог светског рата, тако да се практично спојио са градићима Чезенатико на северу и Ричионе на југу.

## Географија
| Клима (Римини)             | Клима (Римини) | Клима (Римини) | Клима (Римини) | Клима (Римини) | Клима (Римини) | Клима (Римини) | Клима (Римини) | Клима (Римини) | Клима (Римини) | Клима (Римини) | Клима (Римини) | Клима (Римини) | Клима (Римини) |
| Показатељ \ Месец          | .Јан.          | .Феб.          | .Мар.          | .Апр.          | .Мај.          | .Јун.          | .Јул.          | .Авг.          | .Сеп.          | .Окт.          | .Нов.          | .Дец.          | .Год.          |
| -------------------------- | -------------- | -------------- | -------------- | -------------- | -------------- | -------------- | -------------- | -------------- | -------------- | -------------- | -------------- | -------------- | -------------- |
| Средњи максимум, °C (°F)   | 7,7 (45,9)     | 9,5 (49,1)     | 13,2 (55,8)    | 16,9 (62,4)    | 21,9 (71,4)    | 25,8 (78,4)    | 28,5 (83,3)    | 28,1 (82,6)    | 24,5 (76,1)    | 19,2 (66,6)    | 12,8 (55)      | 8,9 (48)       | 28,5 (83,3)    |
| Средњи минимум, °C (°F)    | 0,4 (32,7)     | 1,1 (34)       | 3,7 (38,7)     | 6,9 (44,4)     | 11,2 (52,2)    | 15,0 (59)      | 17,7 (63,9)    | 17,6 (63,7)    | 14,4 (57,9)    | 10,4 (50,7)    | 5,1 (41,2)     | 1,5 (34,7)     | 0,4 (32,7)     |
| Количина падавина, mm (in) | 41,8 (16,46)   | 45,1 (17,76)   | 47,8 (18,82)   | 52,8 (20,79)   | 47,9 (18,86)   | 56,3 (22,17)   | 42,8 (16,85)   | 61,3 (24,13)   | 70,4 (27,72)   | 75,2 (29,61)   | 67,0 (26,38)   | 46,6 (18,35)   | 655 (257,9)    |
| [ тражи се извор ]         |                |                |                |                |                |                |                |                |                |                |                |                |                |

## Становништво
Према резултатима пописа становништва 2011. у општини је живело 139.601 становника.
| 1931.  | 1936.  | 1951.  | 1961.  | 1971.   | 1981.   | 1991.   | 2001.   | 2011.   |
| ------ | ------ | ------ | ------ | ------- | ------- | ------- | ------- | ------- |
| 57.030 | 58.622 | 69.873 | 92.912 | 118.419 | 127.813 | 127.960 | 128.656 | 139.601 |

Године 2008. Римини је имао преко 140.000 становника, три пута више као на почетку 20. века (значајан раст за италијанске појмове).
Град данас има значајан удео имигрантског становништва, досељеника из свих крајева света (10% градског становништва).

## Привреда
Римини је пре свега познат као туристичко летовалиште познато по бројним уређеним плажама, за италијанске појмове приступачним ценама и бројним могућностима ноћне забаве. Стога је Римини незаобилазно одредиште младих људи из континенталног дела Италије (Милано, Торино, Болоња, Верона), посебно за викенд проводе.

## Знаменитости
- Темпио Малатестиано катедрална црква из 13. века. У почетку је била у готском стилу, а касније је реконструисана под Малатестама;
- Августов славолук, који је саграђен 27. п. н. е.;
- Црква  (1553—1575) у којој се налази огромна Веронезеова слика;
- Тиберијев мост, кога је започео градити Октавијан Август 14., а окончао га је Тиберије 21. Саграђен је помоћу истарског камена;
- амфитеатар из 2. века. Има елиптични облик са осима 117,7 m са 88 m. Арена има 73 са 44 метра. Имао је капацитет од 15.000 гледалаца;
- Замак Сисмондо;
- црква Светога Јована Евангелисте.
- Парк Фредерико Фелини (Римини је родно место чувеног редитеља) и шеталиште кроз парк Ђулијета Масина( чувена италијанска глумица, Фелинијева супруга) Извор: Мапа града

## Партнерски градови
- Серен
- Сен Мор де Фосе
- Сочи
- Ziguinchor
- Форт Лодердејл
- Јангџоу
- Џибути
- Линћепинг
- Латакија
- Плаја дел Кармен

## Галерија
- Канал Гратачело
- Августов славолук
- Градски центар за конференције
- Фонтана дела Пиња у средишту града